# 시라타가와촌
시라타가와촌(일본어: 白田川村)은 일본 고치현 하타군에 있던 촌이다. 

## 역사
- 1889년 4월 1일 - 정촌제 시행에 의해 5촌의 구역으로 성립하였다.
- 1956년 9월 1일 - 구 오가타정과 합병해, 새로운 오가타정이 성립, 동일 시라타가와촌은 폐지되었다.

## 교통

### 철도
현재는 구촌지역에 도사쿠로시오 철도 나카무라선 아리이가와역 도사카미카와구치 우미노오무카에역이 소재하지만 당시엔 미개통 

### 도로
- 국도 제197호선 (현 국도 제55호선)

## 참고 문헌
- 角川日本地名大辞典編纂委員会,『角川日本地名大辞典 39 高知県』1983, 角川書店